# Downsville (Luisiana)
Downsville es una villa ubicada en la parroquia de Union en el estado estadounidense de Luisiana. En el Censo de 2010 tenía una población de 141 habitantes y una densidad poblacional de 73,17 personas por km².

## Geografía
Downsville se encuentra ubicada en las coordenadas 32°37′35″N 92°24′47″O / 32.62639, -92.41306. Según la Oficina del Censo de los Estados Unidos, Downsville tiene una superficie total de 1.93 km², de la cual 1.93 km² corresponden a tierra firme y (0%) 0 km² es agua.

## Demografía
Según el censo de 2010, había 141 personas residiendo en Downsville. La densidad de población era de 73,17 hab./km². De los 141 habitantes, Downsville estaba compuesto por el 92.2% blancos, el 2.13% eran afroamericanos, el 0% eran amerindios, el 0% eran asiáticos, el 0% eran isleños del Pacífico, el 5.67% eran de otras razas y el 0% pertenecían a dos o más razas. Del total de la población el 8.51% eran hispanos o latinos de cualquier raza.